# 豊後高田市立香々地中学校
豊後高田市立香々地中学校（ぶんごたかだしりつ かかぢちゅうがっこう）は、大分県豊後高田市香々地にある公立中学校。

## 沿革

### 旧・香々地中学校
- 1947年
  - - 香々地町立香々地中学校が香々地小学校の一部を使用し開校。
  - - 三重村立三重中学校を三重小学校の一部を使用し開設する。
- 1950年 - 香々地町・三重村組合立香々地中学校として統合する。
- 1952年 - 香々地町大字香々地周念寺の新校舎に校舎を統合。
- 1954年 - 町村合併に伴い、香々地町立香々地中学校に校名変更。
- 1971年 - 三浦中学校との統合に伴い、香々地中学校香々地校舎と呼称。

### 三浦中学校
- 1947年 - 三浦村立三浦中学校が三浦小学校の一部を使用し開校。
- 1949年 - 三浦村大字堅来堂の本に移転。
- 1971年 - 香々地中学校との統合に伴い、香々地中学校三浦校舎と呼称。

### 新・香々地中学校
- 1973年 3月 - 新校舎竣工に伴い香々地、三浦校舎を統合。
- 1974年 3月 - 体育館竣工。
- 2005年 3月 - 豊後高田市との合併に伴い、豊後高田市立香々地中学校に校名変更。

## 学区
- 旧香々地町全域

## 部活動など
- 軟式野球部
- 女子バレー部
- テニス部（男・女）
- 女子卓球部